# Valence-d'Albigeois
Valence-d'Albigeois är en kommun i departementet Tarn i regionen Occitanien i södra Frankrike. Kommunen ligger i kantonen Valence-d'Albigeois som tillhör arrondissementet Albi. År 2022 hade Valence-d'Albigeois 1 276 invånare.

## Befolkningsutveckling
Antalet invånare i kommunen Valence-d'Albigeois
| Referens: INSEE |